# William Albert Hiltner
William Albert Hiltner (* 27. August 1914 in North Creek, Ohio; † 30. September 1991 in Ann Arbor, Michigan) war ein US-amerikanischer Astronom. Seine Arbeiten über photoelektrische Photometrie führten zur Entdeckung der interstellaren Polarisation und gaben erste Hinweise auf ein galaktisches Magnetfeld. Von 1968 bis 1971 war er der Präsident der Associated Universities for Research in Astronomy. 1970 wurde er als einer der Direktoren an die University of Michigan berufen und hatte diese Position bis 1982 inne. Das 1985 installierte Hiltner-Teleskop des MDM-Observatoriums in Arizona ist nach ihm benannt. 1992 wurde der Asteroid (4924) Hiltner nach ihm benannt.